# Beautiful People (David Guetta e Sia)
Beautiful People è un singolo del DJ francese David Guetta e della cantautrice australiana Sia, pubblicato il 7 marzo 2025.

## Antefatti e descrizione
Beautiful People è la nona collaborazione ufficiale tra David Guetta e Sia, la prima da Floating Through Space del 2021. Una demo della canzone è trapelata per la prima volta nel 2013 in anteprima a uno spettacolo a Bangkok del DJ. Quando nel 2017 è stato chiesto se Guetta avesse prodotto la canzone sui propri profili social, Sia ha twittato: «Beautiful People non è David Guetta, era semplicemente una demo che ho scritto per un altro artista pop. Ora è diventato lo spreco di una giornata di lavoro, visto che è trapelato».

## Video musicale
Il video musicale è stato diretto da Daniel Askill e coreografato da Jacob Jonas. È stato pubblicato il 13 marzo 2025. Il video mostra tredici ballerini con la loro danza interpretativa che esprime l'essere «belle persone» in diverse forme e concezioni. È stato girato al City Market di Los Angeles.

## Classifiche
| Classifica (2025) | Posizione massima |
| ----------------- | ----------------- |
| Belgio (Fiandre)  | 22                |
| Belgio (Vallonia) | 31                |
| Francia           | 85                |
| Germania          | 61                |
| Irlanda           | 99                |
| Paesi Bassi       | 29                |
| Regno Unito       | 64                |
| Svizzera          | 40                |